# Страна зулусов
Страна зулусов (зулу Wene wa Zulu),также Зулусская империя, КваЗулу, Зулуленд — территория союза племен зулусов, сложившегося в первой половине XIX века в Южной Африке на побережье Индийского океана (территория современной провинции ЮАР Квазулу-Натал). Во время своего максимального расцвета простиралась от реки Понголы на севере до реки Умзимкулу на юге.

## Правление Чаки (1816—1828)

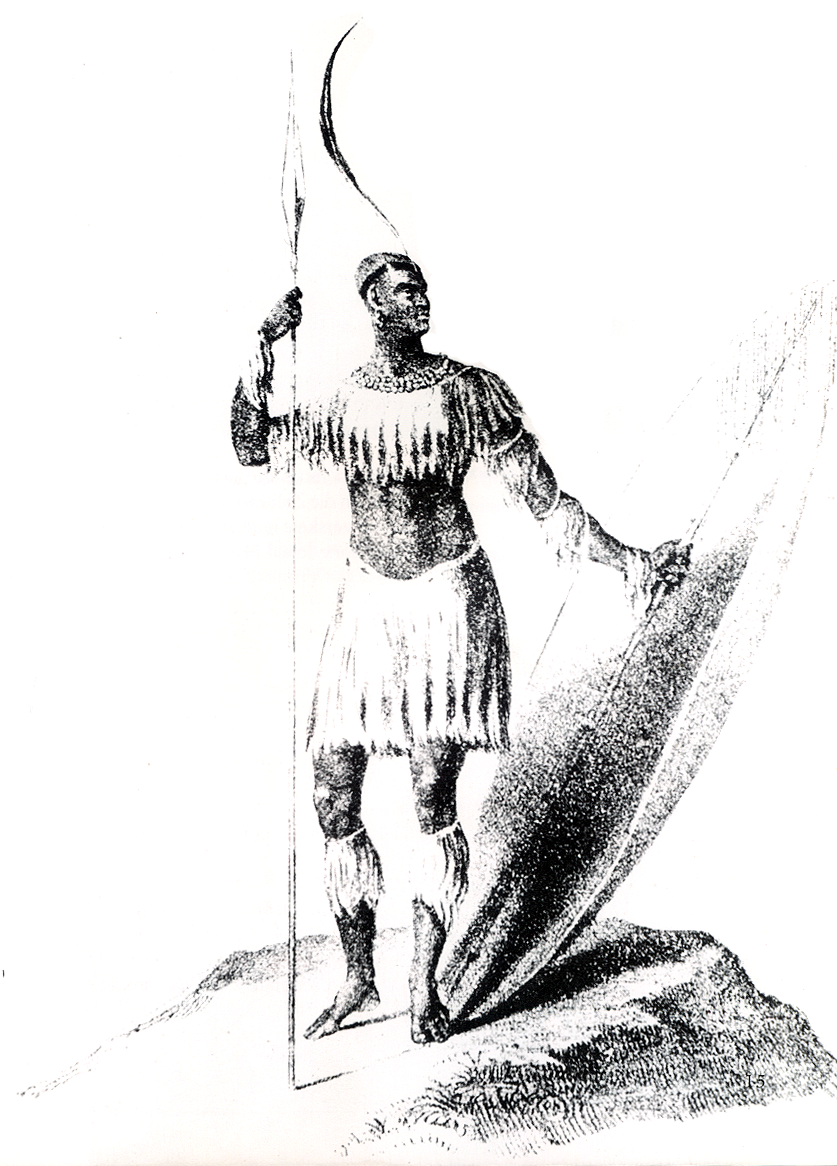
Чака, первый король зулусов

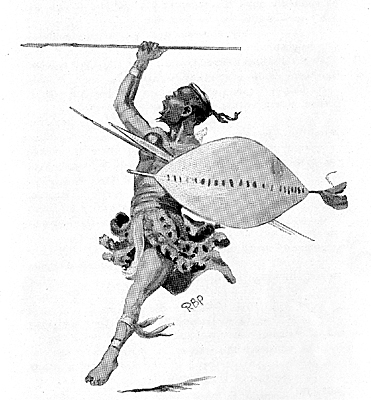
Зулусский воин времен правления Чаки

Основателем племенного союза считается Чака (1787—1828). Чака был незаконнорождённым сыном правителя небольшого клана зулусов Сензангаконы. Отец изгнал его вместе с матерью, когда Чаке было шесть лет, после чего связь между ними оборвалась. Найдя пристанище в землях мтетва, Чака, достигший совершеннолетия, вступил в войско, благодаря храбрости, силе и таланту командовать войском быстро выдвинулся и возглавил все вооруженные силы мтетва. Он провёл в них ряд реформ, заручившись поддержкой вождя Дингисвайо. В 1816 году, опираясь на помощь Дингисвайо, Чака сменил Сензангакону в качестве инкоси зулу, свергнув назначенного своим отцом старшего сына Сигуджану.

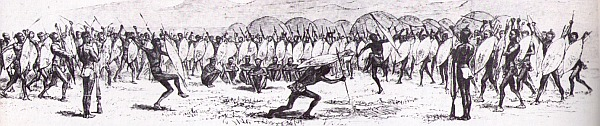
Сбор и испольнение ритуального танца зулусским войском в резиденции Чаки

Главным мероприятием, произошедшим за время правления Чаки, стало проведение военной реформы. На военную службу были мобилизованы все мужчины, способные носить оружие, в возрасте от 20 до 40 лет. Из них вождь сформировал несколько военных подразделений — амабуто, которые составили ядро будущей зулусской армии. В основу своей военной организации Чака положил принципы, которые выработал, находясь на службе у Дингисвайо. Любое нарушение дисциплины или невыполнение приказа влекло за собой смерть. Чака также установил жесткие ограничения на общение между противоположными полами. Все молодые девушки объединялись в женские амабуто, которые выполняли, главным образом, хозяйственные функции. Внебрачные связи между представителями мужских и женских «полков», если на то не было особого распоряжения Чаки, карались смертью. Разрешение же на вступление в брак получали лишь особо отличившиеся в боях воины и ветераны, увольнявшиеся с военной службы. 
Вооружение армии зулу состояло из щитов высотой чуть меньше роста человека, изготовленных из выдубленной и высушенной бычьей кожи, натянутой на деревянный каркас, а также тяжелого укороченного ассегая для ближнего боя. При амабуто были образованы отряды носильщиков, состоявшие из молодых юношей, в чьи обязанности входило нести продовольственные припасы и минимально необходимый набор бытовых принадлежностей. В мирное время армия зулу подвергалась постоянным военным тренировкам и упражнениям, что вскоре превратило её в самую мощную среди африканцев военную силу Южной Африки.
После смерти Дингисвайо в 1817 (по другим данным — в 1818) году Чака, лишившийся единственного надежного союзника, вынужден был в одиночку продолжать войну со Звиде, вождем враждебного племени Ндвандве. Война с ндвандве отличалась чрезвычайным кровопролитием и напряжением сил. Зулусы одержали победу над превосходящим по численности противником только благодаря своей блестящей военной выучке и выдающемуся полководческому таланту Чаки. В ходе войны с ндвандве ему удалось силой или убеждением склонить соседние вождества к союзу против Звиде. Так, благодаря военным успехам и политическим усилиям, Чаке удалось подчинить своей власти могущественное вождество Г’вабе.
После разгрома Звиде в 1819 году под властью Чаки оказались обширные территории в междуречье рек Тугела и Понгола площадью около 20 тыс. км². Родовые объединения и племена, до этого сохранявшие свою самостоятельность и имевшие собственных правителей, были им разгромлены и рассеяны по пространствам Южной Африки или же были вынуждены признать власть Чаки и войти в состав его державы в качестве вассальных владений. Таким образом, Чака достиг своей главной цели — сумел объединить все близлежащие племена и создать государство, способное противостоять более серьезным внешним врагам.
Правители, добровольно признававшие власть Чаки, сохраняли свои владения в качестве автономий, но при этом они должны были отправить к нему на службу всех взрослых молодых мужчин. Это делало почти невозможным восстания подчинённых племён против зулусов, так как присылаемые новобранцы приносили присягу верности непосредственно самому Чаке и служили под началом назначенных им командиров.
Главным инструментом поддержания контроля над завоеванными территориями стало строительство военных краалей (иканда), в которых квартировались «полки» зулусов. Иканда находились под управлением ближайших родственниц Чаки — его сестер и теток. Непосредственный контроль и командование над военными подразделениями осуществляли индуны — ближайшие советники и сподвижники Чаки, лидеры союзных родов и племен. На них также были возложены функции апелляционного суда, они осуществляли на вверенной им территории сбор штрафов и подношений в пользу верховного правителя зулусов. Кроме того, из индун формировался совет, на обсуждение которого выносились важнейшие вопросы внутренней и внешней политики: объявление войны и мира, разрешение особо запутанных судебных споров и т. д.
Чака ввел свою монополию не только на политическую власть и командование вооруженными силами, но и на религиозные обряды и культы, жестко ограничив влияние колдунов − исангома. Опираясь, прежде всего, на лично преданные ему войска, Чака лишил исангома права самим решать, кто является носителем или орудием злых сил. Все смертные приговоры после изобличения колдунов — носителей чёрной магии, впредь должны были утверждаться самим Чакой или назначенным им лицом. С этого момента исангома стали послушным орудием в руках Чаки против его скрытых противников. Сами же зулусы верили, что их правитель являлся носителем сверхъестественных сил, от которых зависит благополучие всех его подданных. Чака старательно поддерживал в них эту веру, хотя сам достаточно скептически относился к суевериям простого народа. В отличие от других инкоси, он уклонялся от выполнения такой обязанности, как вызывание дождя. Для этого он предпочитал воспользоваться услугами второстепенного знахаря, которым не жалко будет пожертвовать в случае неудачи.
Так постепенно власть Чаки приняла поистине неограниченный характер, его слово являлось решающим в политических, военных, судебных и религиозных делах. Весь его внешний облик и церемониал должны были подчеркивать величие правителя зулусов.
Однако эпоха правления Чаки ознаменовывалась не только военно-политическими успехами. Деспотический способ правления Чаки, выражающийся в его подозрительности, жестокости и бескомпромиссности, служил причиной скрытого недовольства подданных. Главными участниками созревшего против него заговора стали единокровный брат Чаки Дингане и Мбопа — индуна королевского крааля. Осуществить их замысел было не так уж сложно — Чака с пренебрежением относился к своей безопасности, не имея даже личной охраны. 22 сентября 1828 года Чака был убит в своем собственном краале всего тремя заговорщиками, которые сумели застать его врасплох. Правителем зулу был провозглашен Дингане. Став вождём, Дингане через короткое время приказал воинам убить обоих своих соучастников убийства Чаки.

## ПравлениеДингане(1828—1840)

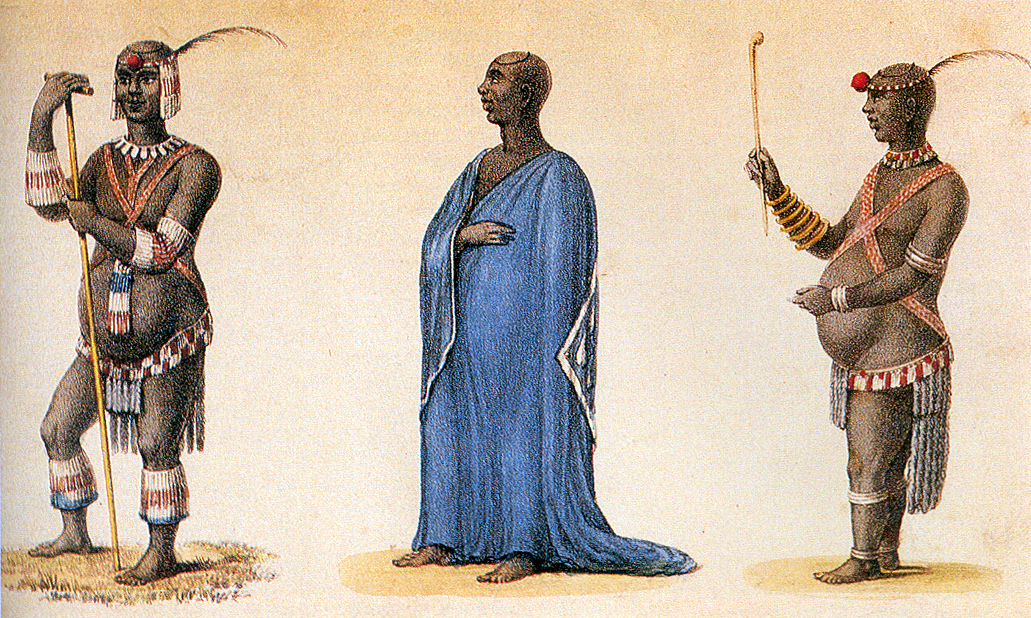
Инкоси Дингане в повседневной одежде и ритуальных костюмах

Придя к власти, Дингане (1795—1840), единокровный брат убитого Чаки, первым делом смягчил жестокие порядки, введенные его предшественником. Он частично ослабил контроль над жизнью общинников зулу: амабуто стали собираться лишь на полгода, и молодые воины могли раньше получить разрешение обзавестись семьей и основать своё собственное домохозяйство. Правитель лишался возможности неограниченной власти: теперь все решения он мог принимать только после совещания со своими индунами и главами влиятельных территориально-родовых объединений. Звание и должность индуны стали передаваться по наследству.

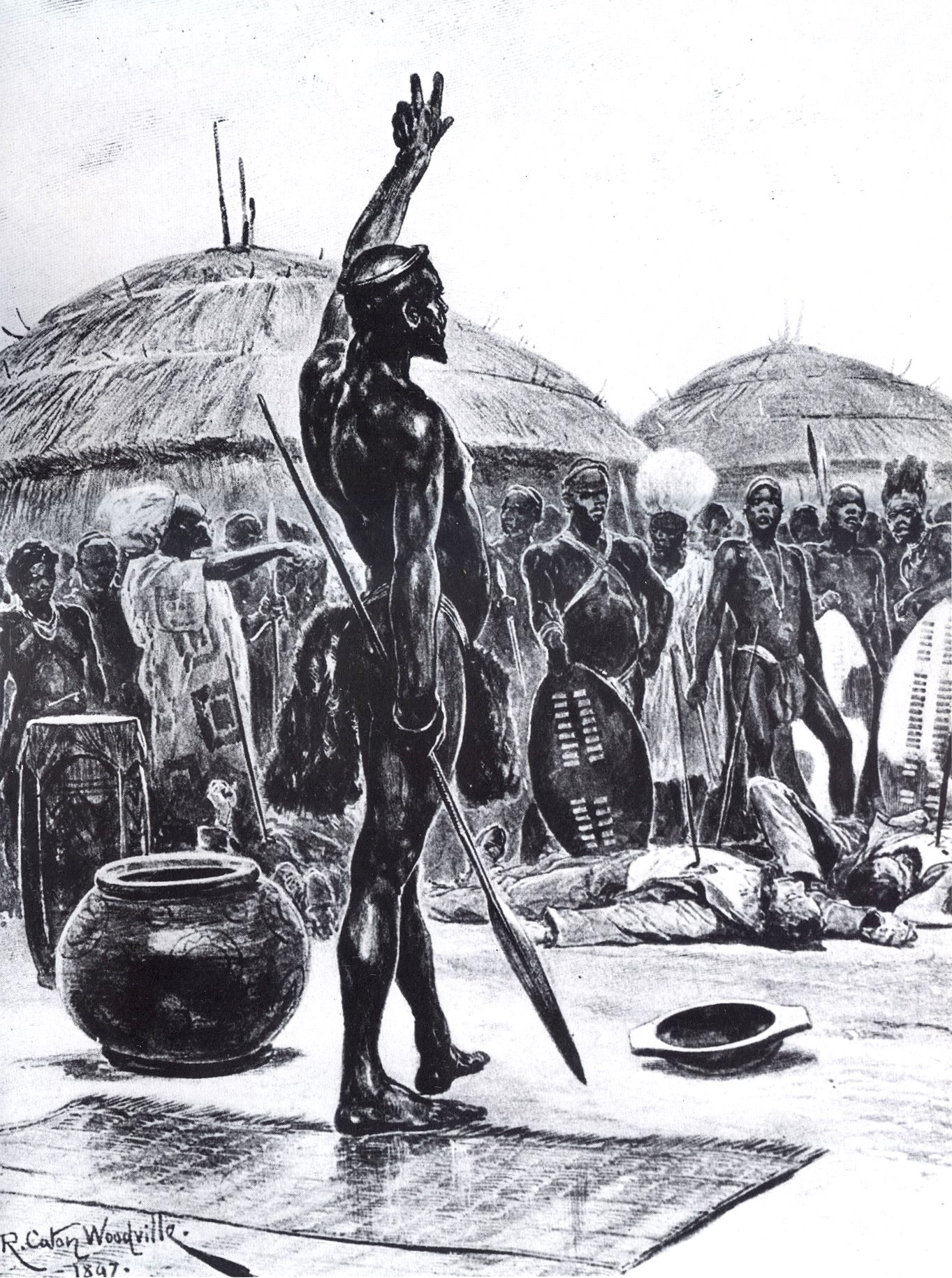
Дингане, выступающий перед зулусами

В 1837 году произошло событие, вошедшее в историю, как «Великий трек» — переселение буров в центральные районы Южной Африки. Облюбовав земли зулу, буры развязали кровавую и упорную борьбу за право жить на этих территориях. В феврале 1838 года Дингане заманил в ловушку и убил одного из предводителей бурских переселенцев (треккеров) Питера Ретифа с товарищами, зулусы также уничтожили в нескольких стычках около 400 бурских фермеров. В свою очередь, бурский отряд под командованием Андриса Преториуса в сражении при р. Инкоме (называемой с тех пор Кровавой) 16 декабря 1838 года наголову разгромил войско Дингане. Зулусы потеряли только убитыми более 3000 человек (из общего числа свыше 10 000), у буров же оказалось лишь несколько раненых, в том числе и сам Преториус.
Вслед за этим буры заняли оставленную Дингане зулусскую столицу — крааль Мгунгундлову и сровняли его с землёй, на соседних холмах ими были найдены и похоронены останки П. Ретифа и некоторых других убитых буров. Дингане вынужден был пойти на заключение соглашения о мире 23 марта 1839 г. Зулусы отказывались от всех территорий к югу от реки Тугелы. На захваченных землях переселенцы-африканеры основали республику Наталь. В 1840 г. брат Дингане — Мпанде, ставленник буров, при поддержке А. Преториуса изгнал его из страны и был объявлен новым инкоси зулусов. Дингане бежал в Свазиленд, где вскоре был убит при невыясненных обстоятельствах.

## ПравлениеМпанде(1840—1856)

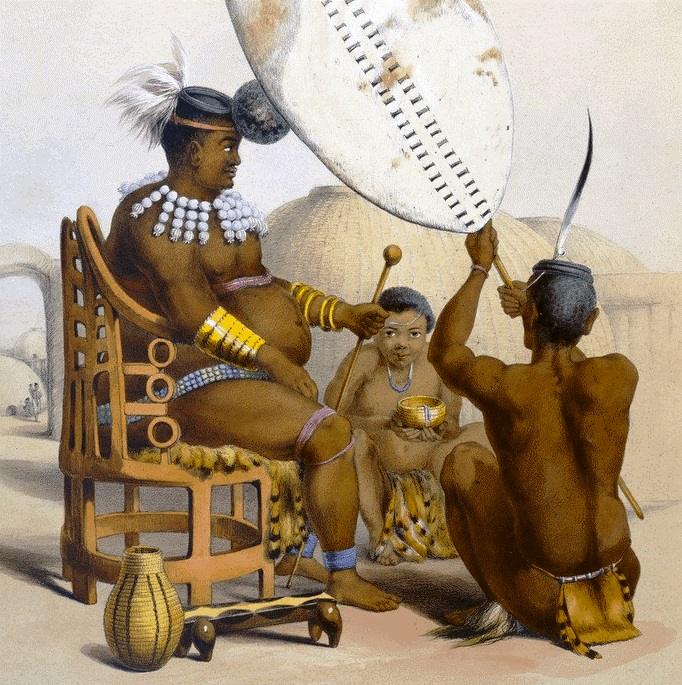
Инкоси Мпанде в окружении прислуги. Рисунок капитана Ангаса (1848 год)

В январе 1840 года предводитель бурских переселенцев Андрис Преториус помог Мпанде восстать против своего брата Дингане, который был убит во время похода на север, к лесу Хлатикулу. Мпанде при поддержке буров был провозглашен верховным правителем зулусов. За эту помощь он отдал бурам скот, который якобы был захвачен у них во время войны с Дингане, и предоставил им полную свободу действий в Натале, передав в их распоряжение несколько десятков тысяч километров зулусских земель.

Две женщины из гарема короля Мпанде

Сделав значительные территориальные уступки европейцам, Мпанде удалось сохранить независимость зулусской державы. Он смог установить дружественные отношения с англичанами, аннексировавшими в 1843 году бурскую республику Натал. Граница между новой британской колонией и владениями зулусов проходила по реке Тугела и её левому притоку Баффало.

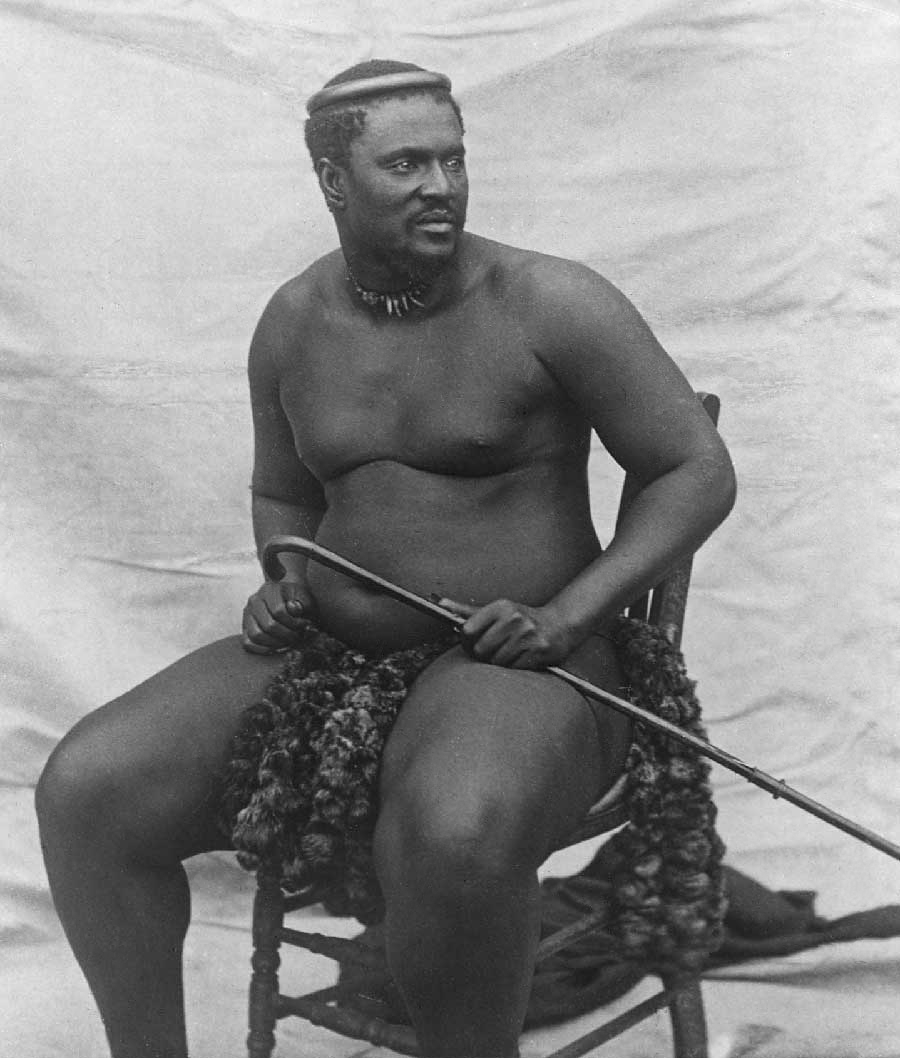
Кечвайо, сын Мпанде

Порядок наследования у зулусов не был четко закреплен, и правитель мог сам определять, какой из его сыновей (необязательно самый старший) был достоин стать будущим инкоси. Такая неопределенность приводила к частым междоусобицам и соперничеству между возможными претендентами. В 1850-е годы среди зулусов большой популярностью стал пользоваться Кечвайо, но сам Мпанде благоволил к своему старшему сыну Мбуязи. В результате вокруг претендентов на трон сложилось два враждебных друг другу лагеря. Сторонники Кечвайо были известны под именем узуту, содержавшим намек на их невоздержанность в питье. В 1856 году этот конфликт вылился в открытое вооружённое противостояние. Люди Мбуязи разорили земли сторонников Кечвайо, что привело к мобилизации сил узуту. Две враждебные армии встретились в декабре 1856 году на берегу Тугелы на границе с Наталом. На стороне Мбуязи в сражении принял участие «полк» ветеранов, присланный Мпанде на помощь своему любимцу, а также отряд пограничной полиции Натала численностью в 35 человек во главе с английским охотником и торговцем Джоном Данном. Но, благодаря подавляющему численному преимуществу, узуту удалось одержать полную победу. Мбуязи и пятеро других сыновей Мпанде были убиты, а само место побоища, по свидетельству очевидцев, было буквально усеяно телами павших воинов.
С этого момента фактическое управление страной перешло в руки Кечвайо, а за Мпанде остались лишь формальные представительские функции. Конфликт между отцом и сыном, однако, так и не был разрешён до конца, поскольку у обеих сторон не хватало сил решительно изменить ситуацию в свою пользу. Это противостояние вызывало серьезные опасения и у английских властей Натала, которые боялись, что эскалация конфликта может привести к дестабилизации ситуации и в самой английской колонии, где африканское население составляло подавляющее большинство. Опасаясь возможного вторжения со стороны зулусов, колониальные власти приняли решение о возведении вдоль границы нескольких военных фортов. Однако в то время и колонисты, и зулусы были заинтересованы в мирном разрешении конфликта. Поэтому, при посредничестве англичан, Кечвайо и Мпанде пришли к компромиссу. В 1861 г. в страну зулусов со специальной миссией отправился министр по туземным делам республики Натал Т. Шепстоун, официально признавший Кечвайо наследником Мпанде, который, в свою очередь, публично выразил свою преданность отцу. В последующем Кечвайо и Мпанде попытались использовать поддержку англичан в противостоянии с бурами.
В последние годы своей жизни Мпанде фактически уже не оказывал сколь-нибудь значительного влияния на дела управления. Вождь зулусов пристрастился к спиртным напиткам, в особенности, к пиву. При короле всегда находился паж, по необходимости подносивший ему любимый напиток. Со временем правитель стал настолько грузным, что потерял возможность передвигаться без посторонней помощи. Фактическое руководство страной находилось в руках Кечвайо. Умер Мпанде в октябре 1872 года.

## ПравлениеКечвайо(1872—1879)

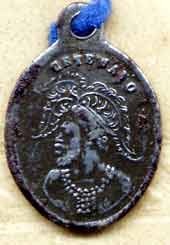
Сувенирная медаль Кечвайо, предназначавшаяся для гостей королевства

После смерти Мпанде Кечвайо (1826—1884) вступил в достоинство верховного правителя зулусов. Церемония проходила в священном для зулусов месте, где находились могилы всех их правителей, начиная с отца Чаки — Сензангаконы. Повторная церемония была проведена по образу европейской коронации, в присутствии англичан во главе с Т. Шепстоуном.
С середины 70-х годов начался рост напряженности в отношениях между зулусами и англичанами, чему во многом способствовало уникальное положение зулусской державы, сохранившей к 1870-м годам свою независимость, военную организацию и традиционный уклад жизни. При Кечвайо войско зулусов насчитывало 25-30 тыс. человек, при помощи английского торговца Дж. Данна был создан отряд воинов, вооруженных огнестрельным оружием, делались попытки организовать кавалерию. Войско зулусов являлось самой мощной, крупной и дисциплинированной силой африканцев в Южной Африке.

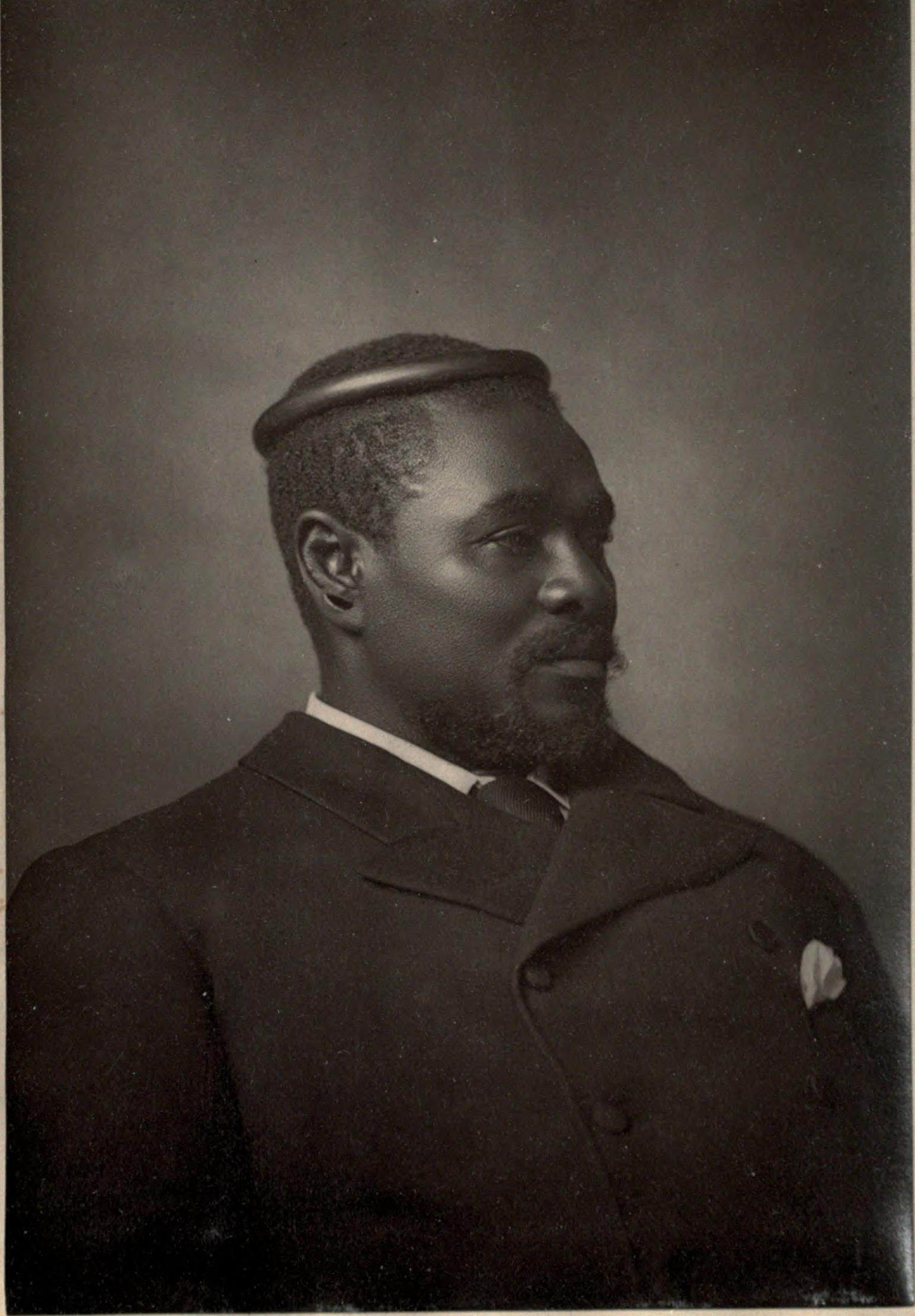
Зулусский король Кечвайо в европейской одежде

В 1877—1878 годах возросло политическое давление на Кечвайо со стороны британских властей. Колонисты изображали вождя зулусов в качестве жестокого тирана, пытавшегося возродить самые кровавые обычаи, существовавшие во времена Чаки. В этих условиях Кечвайо проявлял максимум выдержки. Его главным стремлением было сохранить мир, так как он хорошо понимал безнадежность открытого военного столкновения с европейцами.
Неизбежность военного столкновения между зулусами и Великобританией стала очевидной после британской аннексии Трансвааля в апреле 1877 года. Эти действия являлись частью более широкого плана по объединению всей Южной Африки под властью Великобритании в составе будущей Южно-Африканской конфедерации. Сохранения независимости зулусов этот проект не предусматривал. Наоборот, существование свободного зулусского государства виделось как главное препятствие на пути к этой цели.
11 декабря 1878 года лейтенант-губернатор Натала Г. Балвер предъявил Кечвайо ультиматум, основными условиями которого были роспуск зулусского войска, отказ от сформированной Чакой военной системы, свобода действий для английских миссионеров в Зулуленде, а также согласие на размещение Зулуленде британского резидента, который должен был следить за соблюдением условий ультиматума и присутствовать при разрешении любых конфликтов, в которых участвовали европейцы или миссионеры. Разумеется, в таких условиях Кечвайо ничего не оставалось, кроме как отвергнуть ультиматум, что и стало поводом для начала Англо-зулусской войны.

### Англо-зулусская война

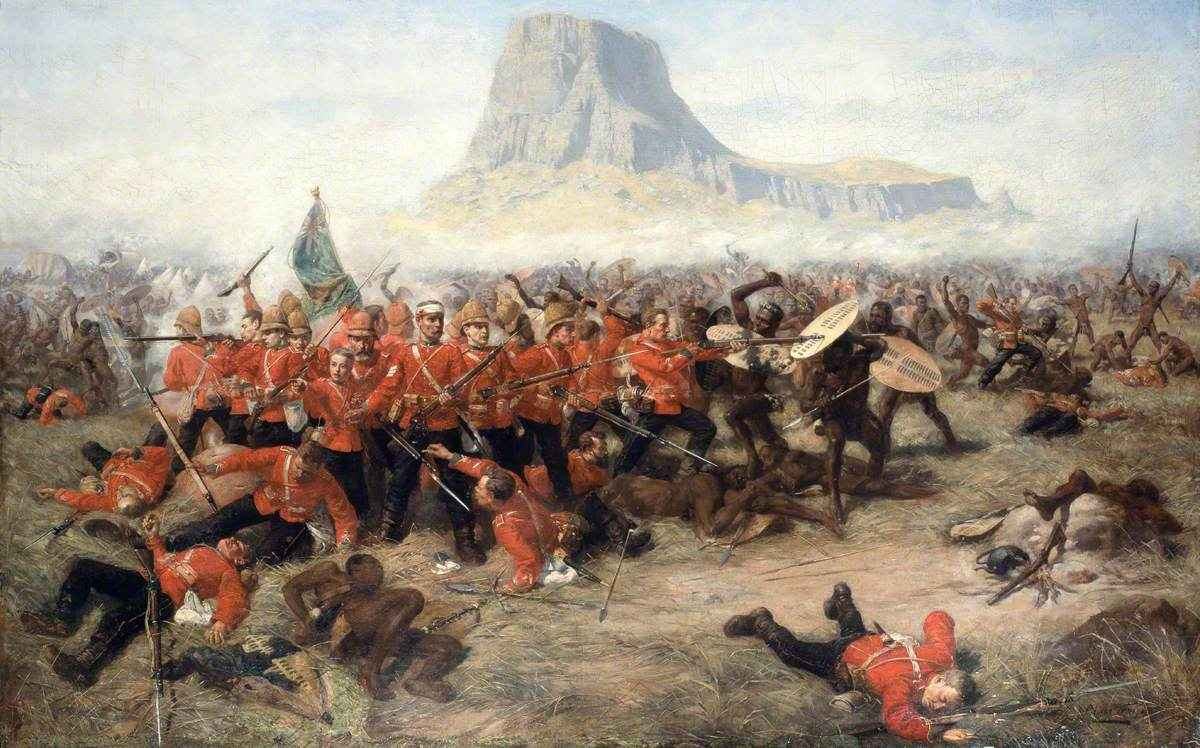
Чарльз Эдвин Фрипп. «Битва при Изандлване» (1885)

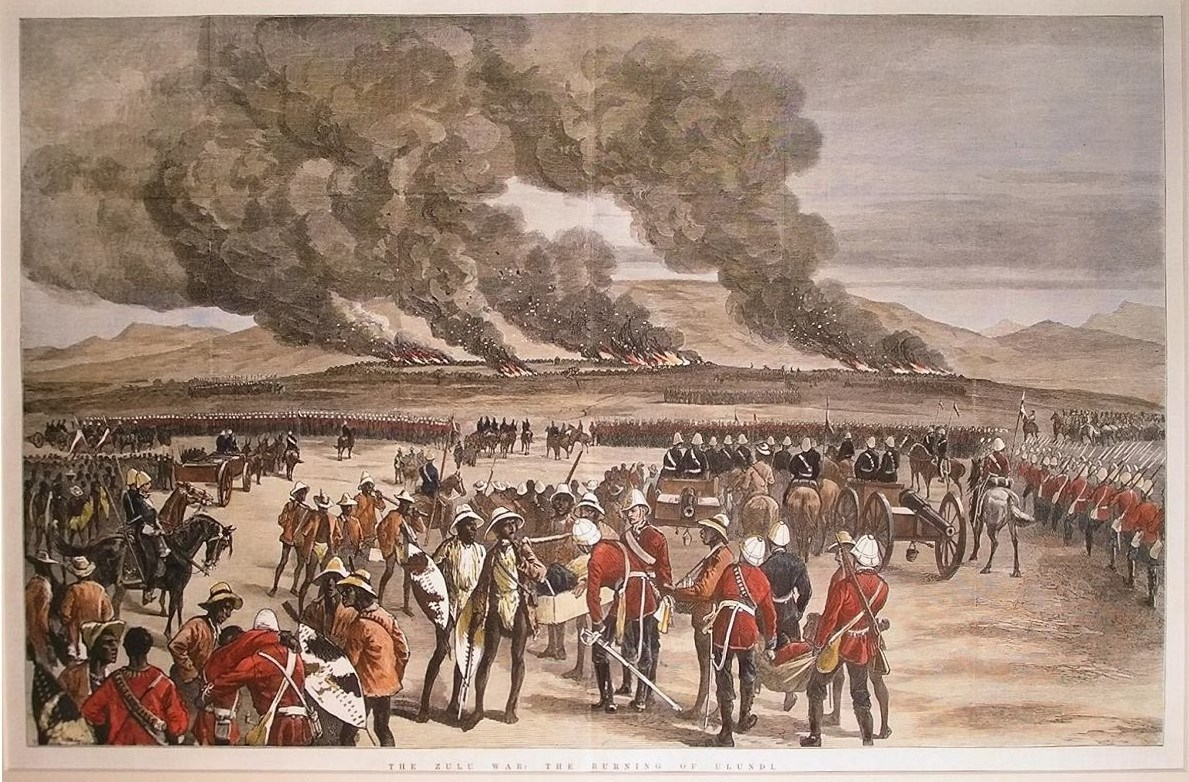
Битва при Улунди. На заднем плане — горящий королевский крааль

11 января 1879 года с разрешения британского правительства армия, разделённая на 3 колонны и состоящая из 5000 британцев и 8200 африканцев под командованием Фредерика Огастаса Тезигера, лорда Челмсфорда, вторглась на зулусскую территорию. В первом в ходе войны крупном сражении у холма Изандлвана (22 января 1879 года) численно превосходящая армия зулусов одержала победу над отрядом под командованием полковника Э. Дернфорда и подполковника Генри Пуллейна; зулусы не брали пленных и уничтожили всех, кого смогли, но и сами понесли серьёзные потери (около 3000 убитых). 22-23 января 4-5 тысяч зулусов совершили набег на пограничный пост Роркс-Дрифт, который обороняло 139 английских солдат, но после десятичасовой битвы были вынуждены отступить, понеся большие потери (в окрестностях Роркс-Дрифта после сражения было найдено около 400 погибших зулусов). 1-я колонна, которой командовал полковник Чарльз Пирсон, 22 января была осаждена зулусами в форте Эшове. Так как у Кечвайо не было планов вторжения в Натал, наступило относительное затишье в войне, и британцы получили возможность оправиться от потерь и дождаться подкреплений.

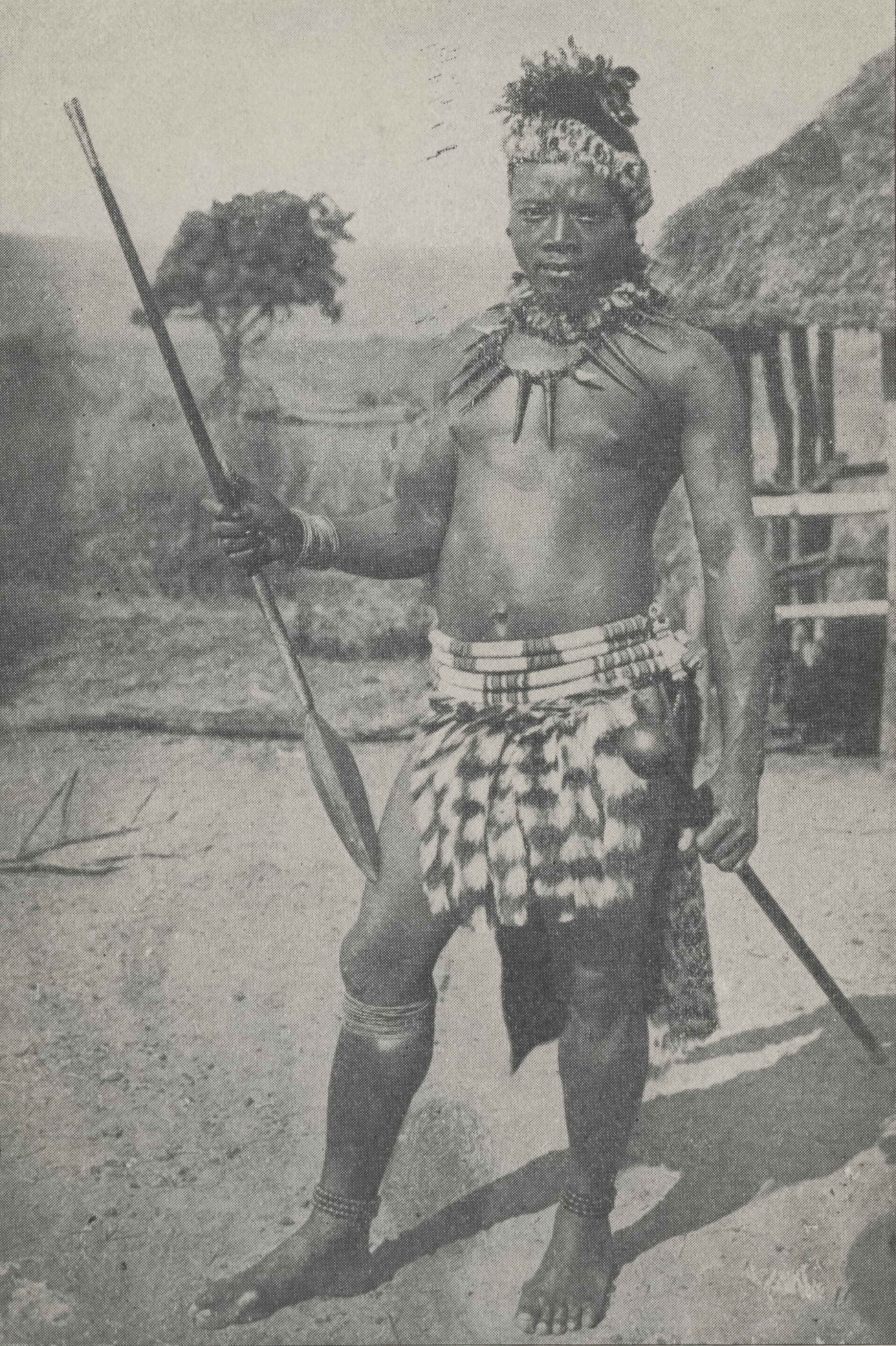
Зулусский воин конца XIX века

12 марта зулусы атаковали англичан на берегу реки Интомбе, 62 из 106 английских солдат были убиты. Но к этому времени британцы подготовились к новому наступлению, а 28 марта 4-я колонна полковника Эвелина Вуда атаковала зулусов у Хлобане, но на подмогу к зулусам прибыла армия в 26 000 человек, и британцы были побеждены. Их потери убитыми составили 15 офицеров и 210 рядовых (из них 100 африканцев). На следующий день 25 000 зулусских воинов без разрешения Кечвайо напали на лагерь Вуда у Камбулы, но потерпели поражение. Эта битва считается переломным моментом в войне.
Тем временем 29 марта лорд Челмсфорд выступил во главе армии, состоящей из 3400 европейских и 2300 африканских солдат, на помощь осаждённой в Ешаве 1-й колонне. 2 апреля он победил зулусов в бою у Гингиндлову, а 3 апреля прибыл в Ешаве, положив конец двухмесячной осаде.
После поражений у Камбулы и Гингиндлову Кечвайо был готов пойти на мир, но лорд Челмсфорд решил продолжать войну до полного разгрома зулусов. 4 июля произошла последняя битва в войне. Объединённая британская армия Челмсфорда нанесла сокрушительное поражение зулусам, которыми командовал Кечвайо, в битве у королевского крааля Улунди. Потери зулусов составили 1500 человек, британцы потеряли 10 человек убитыми и 87 ранеными.

## Падение монархии
28 августа 1879 года Кечвайо был взят в плен и доставлен в Кейптаун. Власть династии потомков Чаки прекратилась, и страна зулусов была разделена между 13 «вождями», среди которых были Зибебу, Хаму, и Джон Данн. Каждый «вождь» подписал договор, где он обещал отказаться от военной системы зулусов. На одном из первых мест в договоре также стояло обязательство поощрять мужчин отправляться на заработки в Наталь или другие британские территории. Также «вожди» обязались запретить практику «вынюхивания» колдунов и их последующей казни, отказаться от ввоза огнестрельного оружия и разрешать все споры с другими «вождями» при посредничестве британского резидента. В остальном зулусы получили полную автономию.
Однако это «урегулирование» не принесло мира. Уже в 1880 году в Зулуленде фактически началась гражданская война между Зибебу, Хаму, Дж. Данном и сторонниками свергнутого Кечвайо. В 1883 году Кечвайо был возвращен англичанами в Зулуленд, но, потерпев поражение от Зибебу, бежал под защиту англичан и умер в Эшове 8 февраля 1884 года.
Номинальным преемником Кечвайо стал его сын, Динузулу, но он не был признан британским правительством, и функции его, как вождя, были существенно ограничены. Формальная власть Динузулу под английским протекторатом продолжалась до 1887 года, когда произошла аннексия Зулуленда англичанами, положившая конец зулусской независимости.